# Villa Clara (pokrajina)
Villa Clara je kubanska provincija u sjevernom dijelu otoka. Glavni grad je Santa Clara u kojem se nalazi mauzolej Che Guevare. Najviši vrh provincije je Alturas.
Villa Clara ima mnogo jezera na kojima su razvijeni vodeni sportovi i ribolov. Rijeka Sagua la Grande je najveća kubanska rijeka koja utječe u Atlantski ocean. Najvažnija gospodarska djelatnost provincije je proizvodnja šećerne trske.